# スキスマ

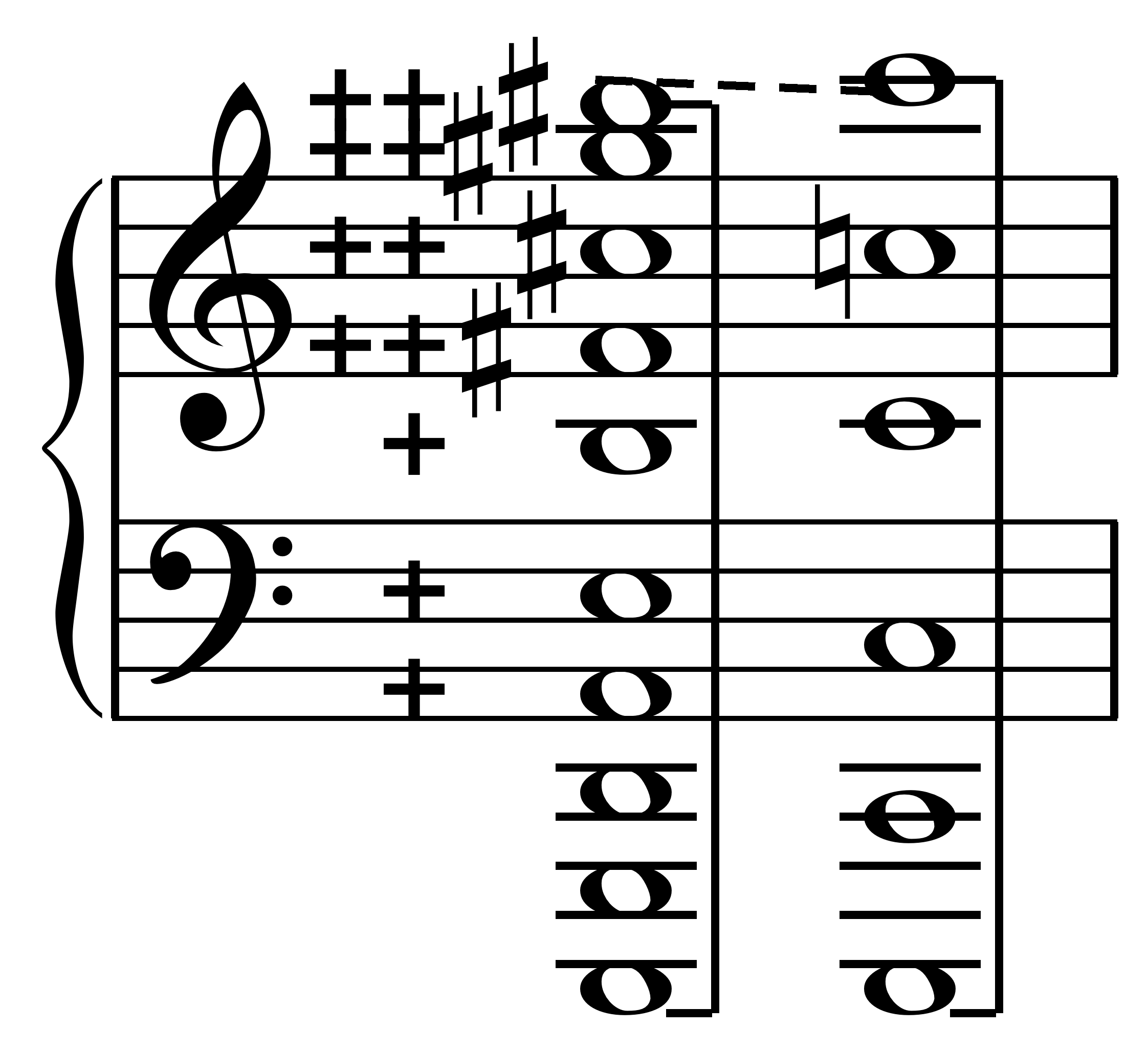
8つの完全五度と1つの純正長三度をあわせたものと5オクターブの差としてのスキスマ。

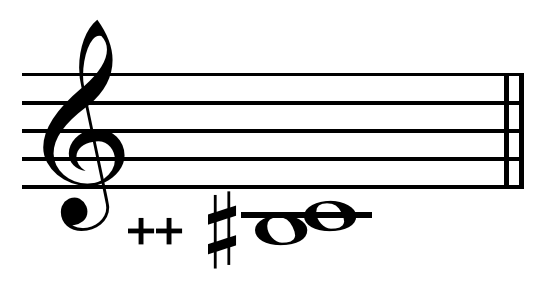
C上のスキスマ 。楽譜で下側に示されている音（B#++）は（C♮よりも）音高が高い点に注意せよ。

音楽において、スキスマ（ラテン語: SchismaあるいはSkhismaとも）はピタゴラスコンマ（531441:524288）とシントニックコンマ（81:80）の差の音程であり、32805:32768に等しく、約1.9537セントである（ 再生）。これは以下のようにも定義できる。
- 8つの純正完全五度と1つの純正長三度をあわせたものと5オクターブの差
- 大リンマ（英語版） (135:128) とピタゴラスリンマ (256:243) の差
- シントニックコンマとディアスキスマ（英語版） (2048:2025) の差

「Schisma」は分裂を意味するギリシア語の単語 "Σχίσμα" のラテン語表記であり、音楽用語としては6世紀の初めにボエティウスの『音楽綱要』（De institutione musica）第3巻で導入された。ボエティウスはディアスキスマも初めて定義した。
アンドレアス・ヴェルクマイスターはピタゴラスコンマの12乗根、あるいは純正五度と平均律五度（700セント）の差に等しいものとしてgradを定義した。この値、1.955セントは886:885の比によって近似できる。この音程もスキスマと呼ばれることがある。
gradとスキスマの差が非常に小さいため、有理数比による平均律の近似が五度を1 grad ではなく1スキスマ低くすることによって実現できる。この事実はバッハの弟子のヨハン・キルンベルガーによって初めて記された。12のキルンベルガーの五度（16384:10935）は7オクターブよりも大きい。そのわずかな差（2161 3−84 5−12、0.01536セント）が「キルンベルガーのアトム」である。
スキスマを調整することでスキスマ音律が得られる。
デカルトの用法では「スキスマ」に完全四度を加えると27:20 (519.55セント)、完全五度からスキスマを引くと40:27 (680.45セント)、長六度にスキスマを加えると27:16 (= 81:48 = 905.87セント) 。この定義による「スキスマ」はシントニックコンマ (81:80) のことである。